# 썬칩

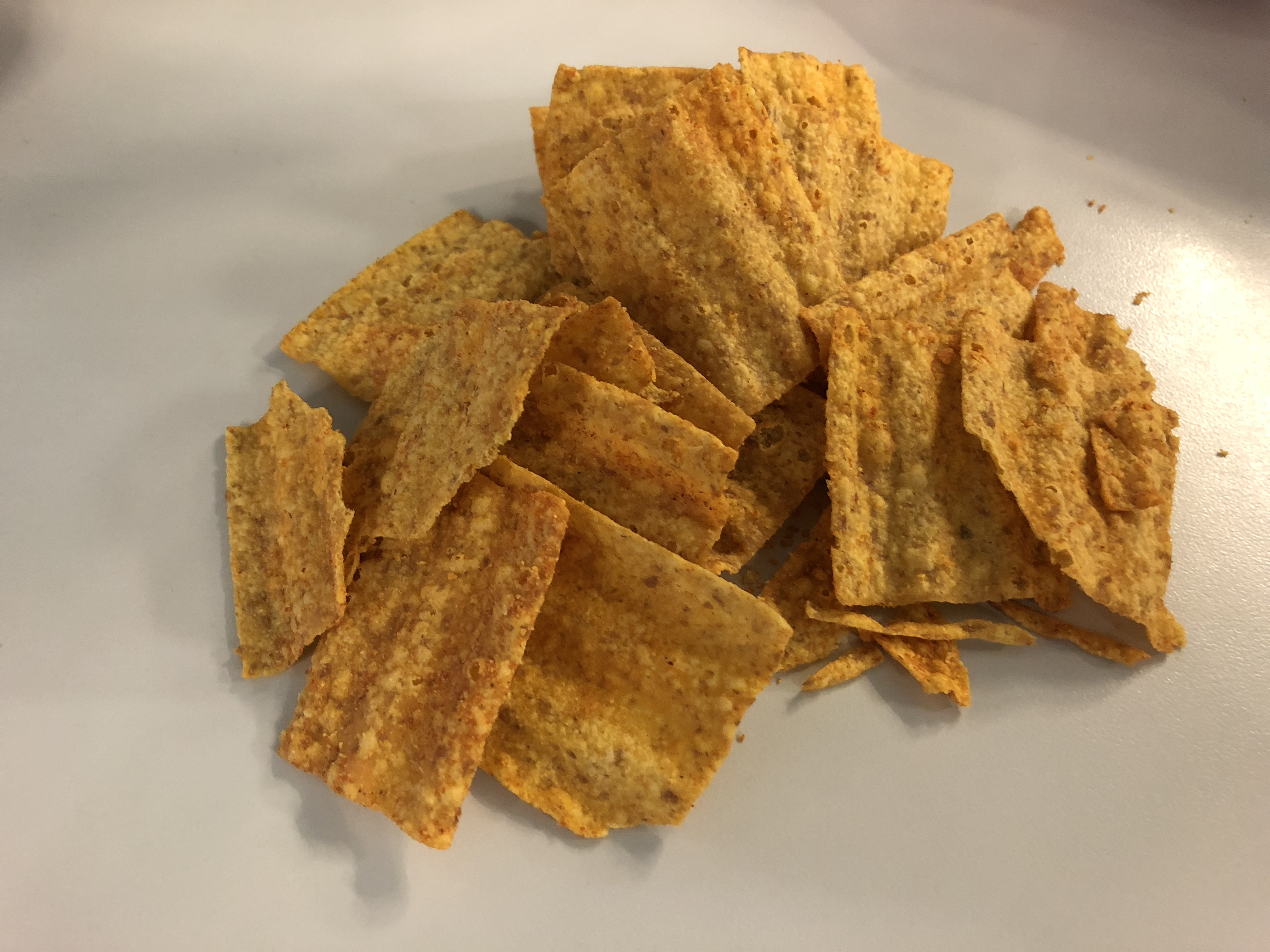

썬칩(Sun Chips)은 1991년에 출시되어 프리토레이(Frito-Lay)에서 생산하는 튀긴 곡물, 잔물결, 잡곡 칩 브랜드이다.

## 맛
영구적인 맛에는 오리지널, 하베스트 체다, 프렌치 어니언, 칠리 라임, 가든 살사, 스위트 앤 스파이시 BBQ가 포함된다. 2016년에는 팜하우스랜치(Farmhouse Ranch)와 야채를 포함하는 토마토, 바질 및 치즈의 두 가지 베지하베스트(Veggie Harvest) 맛이 추가되었다. 한정판 맛에는 2007년 초에 출시된 시나몬 크런치(Cinnamon Crunch, 향은 여전히 미국에서 시즌 품목으로 생산되며 연말 연시를 맞아 다시 등장), 2009년에는 하니그레이엄(Honey Graham)과 애플 앤 캐러멜(Apple 'n Caramel)이 포함된다.
국제적으로는 한국의 불고기와 같은 다른 맛이 도입되었다.

## 돼지 효소
과거에는 일부 맛의 썬칩을 포함하여 일부 프리토레이 브랜드 조미 제품에 허브, 치즈 및 기타 조미료 외에 돼지 고기 효소가 포함되었다. 프리토레이의 웹사이트에는 "독특한 풍미"를 개발하기 위해 일부 양념 스낵 제품에 돼지의 효소를 사용한다고 명시되어 있다. 돼지 유래 성분의 존재로 인해 무슬림에게는 금지되며, 유대인과 채식주의자를 위한 것도 아니다. 2011년 4월 5일부터 프리토레이의 온라인 목록 "돼지 효소 없이 제조된 미국 제품"에는 "미국에서 제조 및 유통되는" 9가지 종류의 썬칩이 나와 있다. 여기에는 돼지 효소가 포함되어 있지 않다.